# Perittia gnoma
Perittia gnoma – gatunek motyli z rodziny Elachistidae.
Gatunek ten opisali w 2009 roku Virginijus Sruoga i Jurate De Prins na podstawie trzech samców.
Motyl ten ma głaszczki wargowe żółtawobiałe z wierzchu i ciemnoszarobrązowe od spodu, biczyki czułków szarawobrązowe, a ich trzonki pokryte żółtawobiałymi łuskami o brązowawoczarnych końcówkach. Łuski na ciemieniu i szyi są jasnoochrowe, niektóre brązowawoczarno zakończone. Łuski porastające tułów i tegule i przednie skrzydła są jasnoochrowe do ochrowych, częściowo brązowawoczarno zakończone. Przednie skrzydła mają rozpiętość od 2,3 do 2,6 mm i brązowawoczarny wzór złożony z dwóch nieregularnych łat i dwóch kropek na każdym. Łuski na strzępinie skrzydeł przednich są brązowawoszare, część z brązowawoczarnymi końcówkami. Skrzydła tylne są czarniawobrązowe z brązowawoszarymi strzępinami. Narządy rozrodcze samca cechują: obecność jednego wygiętego ząbka na szczycie kukulusa i zwężającego się wyrostka na jego powierzchni wewnętrznej, sakulus zetknięty pod kątem prostym z kukulusem, fallus dwukrotnie dłuższy od płytki brzusznej juksty i spiczasty na wierzchołku oraz dwie grupy dużych cierni w wezyce.
Owad afrotropikalny, znany tylko z Arabuko Sokoke Forest Reserve w Kenii.